# 5273 Peilisheng
5273 Peilisheng è un asteroide della fascia principale. Scoperto nel 1982, presenta un'orbita caratterizzata da un semiasse maggiore pari a 2,3101379 UA e da un'eccentricità di 0,0866435, inclinata di 6,30095° rispetto all'eclittica.
L'asteroide è dedicato allo scienziato cinese Pei Lisheng (裴丽生).